# Incidente del buque de guerra Zhongshan
El Incidente del buque de guerra Zhongshan (en chino, 中山舰事件; pinyin, Zhōngshān Jiàn Shìjiàn) o Incidente del 20 de marzo sucedió el 20 de marzo de 1926 y desencadenó la guerra civil china entre el Partido Comunista Chino y el Kuomintang (KMT).
El incidente consistió en el descubrimiento de una supuesta conjura dirigida por el capitán de navío Li Zhilong al mando del buque Zhōngshān (Wade-Giles, Chung Shan) para secuestrar a Jiang Jieshi (Wade-Giles, Chiang Kai-shek). Hizo estallar la rivalidad entre el KMT y el PCC y dentro del propio Kuomintang, entre el ala izquierda del partido, encabezada por Wang Jingwei y la derecha, acaudillada por Jiang Jieshi. La rivalidad entre estos acabó con la victoria de Jiang, que pasó a dirigir el partido y fue nombrado general de los ejércitos que partieron poco después en la Expedición al Norte.